# Svenska läderarbetareförbundet
Svenska läderarbetareförbundet var ett svenskt fackförbund inom Landsorganisationen (LO) som bildades 1898 och upplöstes 1905. 

## Historia
- 1892 bildades den första läderarbetarefackföreningen i Malmö som fick namnet Malmö vitgarvarefackförening.
- 1898 tog läderarbetarna i Malmö initiativet till ett landsomfattande fackförbund som bildades på en kongress samma år. Förste ordförande var vitgarvaren P. Persson.
- 1905 började man undersöka om en sammanslagning med Kemisk-tekniska och kvarnindustriarbetareförbundet vore möjlig. Så var fallet och ett nytt förbund Kemisk-tekniska, kvarn- och läderindustriarbetareförbundet bildades.